# Inquinamento radioattivo
L'inquinamento radioattivo è un tipo di inquinamento ambientale caratterizzato dalla presenza di radionuclidi che possono contaminare l'aria, l'acqua, il terreno e di conseguenza anche gli alimenti. Può avere origini naturali ma soprattutto antropiche, a partire dalla scoperta della radioattività e gli esperimenti conseguenti nel periodo moderno.
A seconda delle fonti di utilizzo può essere derivato da attività: 
- industriale, civile: L'estrazione dell'uranio, il riprocessamento e lo stoccaggio delle scorie radioattive possono generare un inquinamento radioattivo; il furto di materiale radiologico.
- militare: Test nucleari[1], esplosioni nucleari, residuati bellici radioattivi come ad esempio Naufragi di sottomarini nucleari o munizioni ad uranio impoverito.

A seconda delle aspettative può essere: 
- accidentale: malfunzionamenti guasti e incidenti nucleari, fuoriuscita accidentale delle scorie da una discarica o durante il trasporto.
- programmato : test o esplosioni nucleari, esperimenti radiologici, furti o terrorismo nucleare.

## Radioattività naturale e radioattività artificiale
«Il 60 % della radioattività cui siamo esposti è di origine naturale».
La radioattività esiste nella natura, in elementi naturali come l'uranio, ed in elementi artificiali come il plutonio:
- il fondo di radioattività naturale è mediamente di 2.4 mSv/anno, ma a Ramsar si misurano 131mSv/anno (il più alto valore naturale in una località popolata); per confronto, la dose che gli abitanti dell'area ricevettero a causa del disastro di Černobyl', è in un range di 20-50mSv
- in 1 grammo d'acqua, 1 atomo si disintegrerà, emettendo un'irradiazione radioattiva, ogni 100 secondi, ossia 0,01 Becquerel[4] (0.01 Bq/g)
- in un grammo di granito, che contiene tracce di uranio, si contano 8 disintegrazioni al secondo (8Bq/g)
- radioattività del corpo umano (dovuto principalmente al Potassio-40 delle ossa, seguito dal Carbonio-14 che contribuisce per circa un quarto del totale): 0,1Bq/g
- 10 000 disintegrazioni al secondo in 1 grammo di uranio (10 000 Bq/g)
- 2 miliardi di disintegrazioni al secondo in 1 grammo di plutonio (2Gbq/g)
- 3200 miliardi di disintegrazioni al secondo in 1 grammo di cesio-137 (3,2 Tbq/g)
- 359 000 miliardi di disintegrazioni al secondo in 1 grammo di tritio (359 Tbq/g).

La radioattività viene ritenuta «trascurabile» sotto 1 Bq/g, «di livello naturale» tra 1 e 1000 Bq/g, e «da sorvegliare» sopra. Il corpo umano, infatti, è capace di riparare le poche lesioni del DNA dovute ad una radioattività debole, però si rivela sopraffatto quando la dose d'irradiazione è massiva.
Gli effetti della radioattività sul corpo umano variano a seconda:
- dell'attività della materia (misurata in Becquerel)
- della natura dei raggi (alpha, bêta, gamma)
- degli organi toccati
- dall'esposizione del corpo

Si parla d'irradiazione esterna quando il soggetto viene esposto ad una fonte radioattiva per un periodo limitato.
Si parla di contaminazione interna quando il soggetto ingerisce una particella radioattiva. In questo caso, l'irradiazione è continua, diretta, e definitiva se la particella radioattiva riesce a fissarsi nel corpo umano (es. il plutonio nelle ossa o l'uranio nei polmoni); altrimenti, alcune sostanze possono essere eliminate prima di creare danno (es. l'uranio nelle urine).

### Tempi di dimezzamento
Le materie radioattive perdono progressivamente la loro radioattività. Il periodo, ossia il tempo necessario perché il 50% degli atomi si sia disintegrato, è di:
- 8 giorni per lo iodio-131
- 12,3 anni per il tritio
- 30 anni per il cesio-137 e lo stronzio-90
- 24100 anni per il plutonio-239
- 710 milioni di anni per l'uranio-235
- 4,5 miliardi di anni per l'uranio-238.

Bisogna tenere presente, comunque, che spesso il tempo di dimezzamento è inversamente proporzionale all'attività dell'elemento: la massima emissione di radiazioni, in molti casi, avviene in elementi che decadono più velocemente (es. il polonio rispetto al plutonio; il plutonio rispetto all'uranio). Un effetto di questa attività radioattiva è la produzione di calore, che determina anche i tempi nei quali i combustibili nucleari si raffreddano e possono essere inviati al riprocessamento e stoccaggio.
Si considera la radioattività praticamente scomparsa dopo un tempo pari a 6~7 volte il periodo di dimezzamento.
Molte scorie radioattive, quindi, conservano la loro radioattività per tempi enormemente maggiori della durata della vita umana; da ciò vengono il carattere irreversibile dell'inquinamento radioattivo e le polemiche sempre vivaci presso le popolazioni interessate

## Rischi per la salute
Da 50 anni, l'attività umana ha portato una contaminazione radioattiva sull'insieme del pianeta, che è cumulativa poiché gli effetti delle radiazioni si accumulano nel corso del tempo. Tale contaminazione è principalmente dovuta alle ricadute degli esperimenti atomici e dei disastri nucleari.

### Vittime dell'inquinamento radioattivo
| Numero di vittime dovute all'esposizione alla radioattività artificiale | Numero di vittime dovute all'esposizione alla radioattività artificiale | Numero di vittime dovute all'esposizione alla radioattività artificiale |
| Estimazioni secondo                                                     | CIPR                                                                    |                                                                         |
| ----------------------------------------------------------------------- | ----------------------------------------------------------------------- | ----------------------------------------------------------------------- |
| Totale morti di cancro                                                  | 1,2 milioni                                                             |                                                                         |
| Totale cancro non mortali                                               | 2,3 milioni                                                             |                                                                         |
| Mortalità infantile                                                     | Non considerata                                                         |                                                                         |

### Vite salvate dall'utilizzo dell'energia nucleare
La produzione di elettricità da fonte elettronucleare ha evitato una pari quantità di energia elettrica storicamente prodotta dal carbone. Secondo uno studio, l'avere rimpiazzato fonti fossili con l'energia nucleare ha salvato un numero intorno agli 1,8 milioni di vite. E che potenzialmente nelle prossime quattro decadi, possibilmente altre 7 milioni di vite potrebbero essere similmente salvate. Secondo gli autori, il numero di vite salvate dall'energia nucleare è ben superiore al numero delle morti imputabili alla generazione di energia elettronucleare.

### Inquinamento radioattivo e sindrome di Down
Alcune ricerche hanno messo in relazione l'incidenza della sindrome di Down con l'esposizione delle gestanti a livelli di radioattività più elevati della norma, causati da fughe radioattive o incidenti. Un'analisi statistica delle serie storiche svolta in Germania dopo il disastro di Černobyl' ha mostrato che l'incidenza della sindrome di Down ebbe un incremento significativo (600%) rispetto alla frequenza standard di questa patologia genetica.
In particolare, nella città di Berlino, l'incidenza della sindrome di Down aumentò improvvisamente di sei volte nel gennaio 1987, cioè esattamente nove mesi dopo l'incidente (26 aprile 1986).
I ricercatori della Freie Universität hanno riscontrato che queste donne rimasero incinte proprio nel periodo dell'esposizione della popolazione alle radiazioni, e in particolare allo iodio-131.

## Scorie
Le scorie radioattive sono costituite dal combustibile esaurito proveniente dai reattori nucleari.
Si tratta di materiali altamente contaminanti e fino a un milione di volte più radioattivi di quando sono entrati a far parte del processo di fissione. Inoltre, ogni centrale ne produce in grandi quantità e continuamente: si calcola che, nel complesso, le circa 440 centrali nucleari attive nel mondo producano ogni anno quasi tredicimila tonnellate di rifiuti radioattivi ad alta intensità. Da questi dati emerge chiaramente che la gestione delle scorie radioattive è il primo problema con cui è obbligata a confrontarsi qualunque decisione circa la produzione di energia nucleare.

### Deposito e stoccaggio
Tipicamente, le scorie radioattive vengono trasferite in una pozza di stoccaggio temporaneo e sommerse. Successivamente vengono travasate in barili di acciaio senz'aria, sui quali si apporta una colata di calcestruzzo che li chiude ermeticamente («botti a secco»). Queste poi vengono messe in piscine schermate o in depositi provvisori.
Un'alternativa al sigillamento in fusti è rappresentata dal processo di vetrificazione: le scorie vengono fuse in fornaci insieme a biglie di vetro, ottenendo lingotti di vetro radioattivo che vengono poi sigillati in custodie di acciaio. Questi vengono poi trasferiti in strutture climatizzate. In ogni caso, all'atto del trasferimento nei depositi il processo di gestione delle scorie è appena iniziato. Ogni nazione ha un proprio orientamento su quale potrebbe essere la soluzione per il tumulamento definitivo delle scorie che, nel frattempo, continuano a emettere particelle alfa, beta, raggi gamma, calore e a scambiare neutroni.

### Riprocessamento
In alternativa allo stoccaggio per la gestione delle scorie nucleari se ne può tentare il riprocessamento. Le scorie vengono sottoposte ad un processo di ritrattamento in cui isotopi dell'Uranio e il plutonio vengono separati dagli elementi esausti. Il riprocessamento, tuttavia, è molto costoso e non esente da rischi.

### Trattamento con nanoparticelle
Infine, sono stati sviluppati numerosi studi relativi al trattamento delle scorie radioattive tramite l'utilizzo di tecnologie nano. Quest'ultime offrono le migliori possibilità nella rimozione di elementi radioattivi, soprattutto in ambiente acquoso, dal momento in cui presentano non solo una maggior affinità con i radionuclidi in soluzione, ma anche una grande capacità di adsorbimento dovuta all’elevata superficie specifica. Nello specifico, vengono utilizzati nanoadsorbitori funzionalizzati per la cattura e successiva rimozione di tali scorie dalle acque.

## Siti contaminati dall'industria nucleare
In tutto il mondo, sia a causa di fughe radioattive e di incidenti, sia per via del progressivo deteriorarsi dei depositi di scorie, esistono siti contaminati dalle attività di produzione energetica e militare legate al nucleare.

### Francia
In Francia, con 19 centrali atomiche, ossia 58 reattori, il nucleare produce il 75% dell'elettricità.
Più di 1000 siti sono contaminati dalla radioattività, sparsi su tutto il territorio. La maggior parte non beneficia di una sorveglianza particolare, pur emettendo radiazioni superiori alla norma. Si tratta di:
- fabbriche chimiche dell'industria nucleare, vecchie e in servizio, come per esempio la fabbrica di riprocessamento di La Hague (Manche), oppure, meno famosa, la fabbrica Orflam de Pargny-sur-Saulx (Marne) che estraeva cesio e torio dalle sabbie radioattive importate d'Australia: i residui sistemati nei terrapieni dei dintorni hanno contaminato il paese, dove il numero di cancri è anormalmente elevato.
- Centrali, vecchie ed in servizio.[12]
- Discariche, vecchie ed in servizio.
- Vecchie miniere (più di 200).[13][14]
- Strade il cui pietrisco contiene scorie debolmente radioattive.

### Stati Uniti
- Il complesso militare di Rocky Flats, nel Colorado, in cui venivano fabbricati detonatori al plutonio per armi atomiche, fu contaminato da fughe radioattive e chiuso. Per anni, nel complesso, erano stati stoccati fusti contenenti plutonio ed uranio posti a contatto col suolo. In seguito a perdite, il suolo fu cementificato, ma i corsi d'acqua vicini erano ormai contaminati. Più di quattrocento edifici del complesso furono abbattuti, gli edifici interrati sepolti, e il suolo radioattivo, su cui erano posti i bidoni, è stato trasferito, insieme a un metro del terreno sottostante, in depositi di stoccaggio.[6]
- Il più grande deposito di materiali radioattivi a bassa e media intensità degli USA è il Wipp (Waste Isolation Pilot Plant), in attività dal 1999. È stato ricavato in un sito naturale costituito da grotte scavate nel sale, circa seicento metri sotto il Nuovo Messico. Il Wipp non è adatto allo smaltimento delle scorie nucleari, che sono estremamente radioattive, ma è stato pensato per contenere materiali esposti a basse e medie contaminazioni (p.es. i guanti utilizzati per assemblare le armi, i rivestimenti per le scarpe, i macchinari usati e i muri dei fabbricati contaminati). Nel Wipp non sono ammessi materiali liquidi, per evitare che possa esservi fermentazione e conseguente saturazione dell'ambiente, con successiva fuga radioattiva. Tuttavia, una certa percentuale di umidità, per quanto ridotta, può percolare sotto forma di brina, e non è prevedibile il modo in cui reagirà a contatto con il cellophane e la cellulosa contaminata, in presenza del calore a cui inevitabilmente sono soggetti i residui radioattivi. Già dopo cinque anni dalla messa in opera del sito, durante i quali il Wipp si era già riempito per più del 20% dello spazio originariamente disponibile, si sono verificate fughe di plutonio-239 dai condotti di scarico del deposito.[6]

### Italia
In Italia non sono documentate fughe radioattive o inquinamento radioattivo dovuti alle centrali nucleari o al loro indotto. Si contano comunque 60.000 metri cubi di rifiuti radioattivi e più di 298,5 tonnellate di combustibile irraggiato. Molti di questi provengono dalle quattro centrali nucleari dismesse:  Latina, Garigliano (Ce),  Trino ( Vc) ,  Caorso  (Pc) . vanno aggiunte le fonti.

### Video
- (EN)   Steven Starr - "The Implications of Massive Radiation Contamination of Japan with Radioactive Cesium", su YouTube.